# Jäderfors
Jäderfors is een plaats in de gemeente Sandviken in het landschap Gästrikland en de provincie Gävleborgs län in Zweden. De plaats heeft 298 inwoners (2005) en een oppervlakte van 35 hectare.